# Bassus tayrona
Bassus tayrona är en stekelart som beskrevs av Campos 2007. Bassus tayrona ingår i släktet Bassus och familjen bracksteklar. Inga underarter finns listade.